# 邱德拔醫院
邱德拔醫院（英語：Khoo Teck Puat Hospital），簡稱KTPH，是新加坡義順鎮一間設有795張病床的地區綜合急症醫院。醫院以新加坡酒店業名人邱德拔命名，並與鄰近的義順社區醫院形成綜合發展區。邱德拔醫院於2010年11月15日被宣佈啟用，並自同年3月28日起開始門診和接受日間手術病人。